# Otrada (Uliànovsk)
|  | Per a altres significats, vegeu «Otrada». |

Otrada (en rus: Отрада) és un poble de l'óblast d'Uliànovsk, a Rússia, que en el cens del 2010 tenia 777 habitants. Pertany al districte d'Uliànovsk.